# Zygmunt Gorazdowski
Zygmunt Gorazdowski (Sanok, 1845. november 1. – Lwów, 1920. január 1.) lengyel római katolikus pap, a Szent József Nővérek kongregáció alapítója. Sanok védőszentje.
Gorazdowski gyermekkorában tuberkulózisban szenvedett, ami akadályozta a papi tanulmányait, ami miatt betegszabadságra kellett mennie, hogy felépüljön, mielőtt felszentelhetnék. Felszentelése után különböző plébániákon szolgált, miközben árváknak és egyedülálló anyáknak otthonokat alapított, valamint hospice- és egyéb intézményeket alakított ki számos ember számára; a katekizmus és más vallási jegyzetek termékeny írója volt.
A szentté avatásának oka 1989. június 1-jén nyílt meg, és az ügy kezdetén Isten szolgája lett; Hősi erényes mintaéletének megerősítése lehetővé tette számára a Tiszteletreméltó cím elnyerését, míg II. János Pál pápa boldoggá avatta ukrajnai látogatása alkalmával 2001. június 26-án. XVI. Benedek pápa később 2005. október 23-án a Szent Péter téren szentté avatta.

## Élete
Zygmunt Gorazdowski 1845. november 1-jén született Sanokban, Szczęsny Gorazdowski nemesi származású könyvkötő, helyi tanácsi képviselő (1814–1903) és Aleksandra Łazowska gyermekeként; szülei 1843-ban házasodtak össze, apai nagyszülei Szymon Gorazdowski és Maria Dobrzańskich voltak. 1845. november 9-én keresztelték meg egy ferences templomban. Gyermekkorában tuberkulózisban betegedett meg ami aztán végigkísérte egész életét. Ez nem akadályozta meg abban, hogy felismerje mások szükségleteit és felajánlja segítségét. 1846-ban majdnem meghalt a galíciai mészárláskor, amikor a parasztok fellázadtak a jobbágyság intézménye ellen, de sikerült életben maradnia, mivel a szülei egy malomkerék alá rejtették. 1863-ban csatlakozott az orosz megszállás elleni januári felkeléshez.
Miután 1864-ben Przemyślben befejezte középiskolai tanulmányait, Lembergben beiratkozott Lembergi Akadémia jogi szakára. 1865-ben azonban abbahagyta jogi tanulmányait, és úgy döntött, hogy egyházi tanulmányokat kezd, mert hivatást érzett a papság iránt; papi tanulmányait 1866-ban kezdte meg a Latin Katolikus Intézetben. Rossz egészségi állapota (tuberkulózis) hátráltatta tanulmányait, és 1869-től 1871-ig hosszan tartó intenzív gyógykezelésen kellett átesnie. Ez azonban nem akadályozta meg a papság felé vezető útját, mivel 1871. július 21-én felszentelték a lembergi  Boldogságos Szűz Mária Mennybemenetele-székesegyházban. Első szentmiséjét július 30-án celebrálta a przemyśli bencés nővérek templomában. 1877-ig plébánosként és adminisztrátorként szolgált Wojniłówban és Bukaczowcében, majd később Gródek Jagiellońskiban és Zydaczowban. A wojniłówi kolerajárvány idején betegeket látott el, és a nagy fertőzésveszély ellenére eltemette az áldozatok holttestét is.
Papsága egész ideje alatt nagy gondot fordított plébánosai lelki egészségének és gyarapodásának védelmére, akik számára katekizmust (1875) és más könyveket írt és adott ki a szülők és gyermekek megsegítésére. 1877-ben visszatért Lembergbe, és 1878-ban a Szent Miklós-plébánia főpapja lett; ott volt négy évtizedig, miközben iskolai szolgálatot teljesített, és megalapította a Bonus Pastor Egyesületet papok számára. Otthont és népkonyhát alapított a szegények számára, valamint egészségügyi központot a betegek számára; intézetet hozott létre a szegény szeminaristák számára, valamint egy otthont egyedülálló anyák és árvák számára (A Gyermek Jézus Háza) és a Szent József lengyel–német katolikus iskolát. Gorazdowski 1884. február 17-én megalapította a Szent József Nővérek rendet is.
1920-ban halt meg. Akik ismerték, a „szegények atyjának és a hajléktalanok papjának” nevezték. 2008-ban rendjének 508 rendtagja volt 71 házban, például a Kongói Demokratikus Köztársaságban és Franciaországban ; 1922-ben a Kapucinus Kisebb Testvérek Rendjébe vonták be. Piusz pápától 1910. április 1-jén kapta meg a pápai dicsérő rendeletet, 1937. augusztus 3-án pedig XI. Pius pápától a teljes pápai jóváhagyást.

## Szentté avatás

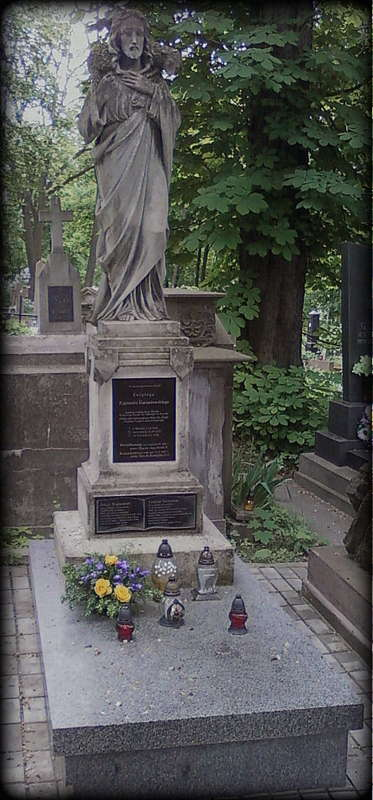
Síremléke a lvivi Licsakivi temetőben

A szentté avatási ügy 1989. június 1-jén nyílt meg, miután a Szenttéavatási Ügyek Kongregációja (C.C.S.) kiadta a hivatalos "nihil obstat"-ot, és Isten szolgájának titulálta; az egyházmegyei szakasz a Lvivi főegyházmegyében 1989. június 29-én kezdődött, és valamivel később fejeződött be, mielőtt az összes dokumentumot dobozokban elküldték volna a római C.C.S.-nek, amely 1993. november 26-án jóváhagyta az eljárást. A Positio dossziét 1993-ban küldték el a C.C.S.-nek kivizsgálás céljából, a teológusokkal együtt, akik 1999. június 8-án hagyták jóvá a tartalmát, a C.C.S. pedig ezt követően 1999. november 15-én. II. János Pál pápa jóváhagyta hősies erényes életét, aki 1999. december 20-án tiszteletreméltónak titulálta.
Egy csoda szükségessé tette boldoggá avatásához jóváhagyást; egy ilyen esetet kivizsgáltak, majd elküldtek a római C.C.S.-nek, amely 2000. február 25-én jóváhagyta az egyházmegyei vizsgálatot; az orvosi bizottság 2001. január 18-án jóváhagyta ezt az esetet. A teológusok szintén jóváhagyták 2001. március 27-én, csakúgy, mint a C.C.S. 2001. április 23-án. II. János Pál 2001. április 24-én jóváhagyta ezt a csodát, és 2001. június 26-án boldoggá avatta Gorazdowskit a lvivi lóversenypályán ukrajnai látogatása alkalmával. A szentté válás második és végleges csodáját egy egyházmegyei folyamatban vizsgálták, amely 2003. szeptember 8-án zárult le, és később megkapta a C.C.S. jóváhagyását. Az orvosszakértők 2004. június 24-én hagyták jóvá, a teológusok 2004. szeptember 21-én és a C.C.S. 2004. november 16-án. János Pál 2004. december 20-án jóváhagyta ezt a csodát; Angelo Sodano bíboros a beteg II. János Pál nevében 2005. február 24-én egy konzisztóriumban hivatalossá tette a szentté avatás időpontját. A pápa több mint egy hónappal később meghalt, utódja, XVI. Benedek pápa pedig 2005. október 23-án szentté avatta Gorazdowskit a Szent Péter téren.

## Fordítás
Ez a szócikk részben vagy egészben  a   Zygmunt Gorazdowski című angol Wikipédia-szócikk ezen változatának fordításán alapul.  Az eredeti cikk szerkesztőit annak laptörténete sorolja fel. Ez a jelzés csupán a megfogalmazás eredetét és a szerzői jogokat jelzi, nem szolgál a cikkben szereplő információk forrásmegjelöléseként.